# Stefania (Teodorów Duży)
Stefania – część wsi Teodorów Duży w Polsce, położona w województwie łódzkim, w powiecie radomszczańskim, w gminie Kodrąb.
W latach 1975–1998 Stefania administracyjnie należała do województwa piotrkowskiego.